# Vital Hasson
Pour les articles homonymes, voir Hasson.
Vital Hasson (exécuté à Corfou le 4 mars 1948) est un tailleur de Salonique connu pour avoir été l'un des principaux supplétifs des forces d'occupation allemandes à Salonique. Il a à ce titre joué un rôle important dans la persécution des Juifs de cette ville. Il parvient in extremis à prendre la fuite fin 1943, alors qu'il est sur le point d'être à son tour déporté. Après avoir transité par l'Albanie, l'Italie et l'Égypte, il est arrêté, jugé et condamné à mort.

## Biographie

### Jeunesse
Vital Hasson naît dans une famille sépharade de Salonique. Grâce à sa sœur, secrétaire au sein des instances communautaires, il effectue ses études dans une école italienne de bonne réputation. Puis, comme beaucoup de jeunes juifs de sa génération à Salonique, il part pour l'étranger et séjourne en Palestine dont il revient en 1933. Il exerce le métier de tailleur.

### Collaboration
Lorsque le quartier Hirsch est transformé en ghetto en mars 1943, Vital Hasson devient le bras droit de l'officier SS chargé de contrôler le quartier. L'historien Michaël Molho a donné une description du comportement et des exactions commises par Hasson :

« L'infâme Vital Hasson qui fut le bourreau de ses frères, dénonçant, pillant, escroquant les malheureux internés, les traitant avec une férocité et un dédain sans pareils. Vêtu de soie, botté, pomponné, toujours rasé de frais, fringant, triomphant, la cravache au vent et le verbe haut, toujours entouré de sbires, de fiers-à-bras, d'êtres vils et rampants, ce monstre, issu après une vie d'aventures, des basfonds, de la sentine salonicienne, se comportait en maître absolu. C'était un sadique et un vicieux. Il était marié, mais il avait une maîtresse [...]. Une seule maîtresse ne suffisait pas à l'insatiable concupiscence de Hasson. Il s'adjugeait d'autorité toutes les malheureuses femmes qui avaient l'infortune d'attirer son regard chargé de lubricité et de convoitise, et il se les faisait amener manu militari, en dépit des gémissements et des révoltes. Quiconque résistait au moindre de ses caprices était soumis aux plus effroyables tortures. »

La résistante Bouéna Sarfatí a témoigné de ces mauvais traitements après la guerre. Alors qu'elle organise une distribution de lait dans le ghetto Hirsch, elle est malmenée par Hasson qui la force à boire du lait jusqu'à en vomir et la bat. Hasson dénonce ensuite son fiancé, soldat de l'armée grecque en fuite, qui est immédiatement assassiné par les Allemands.
Vital Hasson met aussi en coupe réglée la communauté, dépouillant de leurs bijoux, de leur or et objets précieux les personnes solvables. Ces richesses lui permettront de financer sa fuite.

### Fuite
Le 19 août 1943, Vital Hasson parvient à s'échapper, une demi-heure avant le départ du tout dernier convoi qui doit le conduire en déportation. Muni d'un laissez-passer il peut quitter le camp Hirsch accompagné de quelques fidèles, en tout une quinzaine de personnes porteuses de lourdes valises chargées de bijoux et de pièces d'argent sans être inquiétées. Il parvient à gagner l'Albanie, alors sous contrôle italien avec sa femme, sa maîtresse et son enfant. D'après Michaël Molho, il a été aidé dans sa fuite par les autorités italiennes en échange de quoi il n'avait pas fait obstacle au sauvetage des juifs italiens de Salonique par le personnel consulaire de ce pays. 
En Albanie, les fuyards sont internés à Koritza. Après la capitulation italienne du 8 septembre 1943, ils sont libérés et traversent le canal d'Otrante, gagnant ainsi le port de Bari en Italie. Là, Hasson acquiert un petit bateau avec lequel il se rend en Égypte. Il séjourne ensuite à Alexandrie jusqu'à ce qu'il soit reconnu par un Salonicien. Arrêté par la police britannique, il est alors extradé vers la Grèce à la Libération. 

### Procès et exécution
Remis en liberté par les autorités grecques, il rentre à Salonique. Il y est reconnu par un groupe de rescapés des camps le 24 novembre 1944, passé à tabac puis livrés aux autorités locales qui l'emprisonnent de nouveau. Un procès s'ouvre le 2 juillet 1946 pour le juger aux côtés d'autres collaborateurs, juifs et non-juifs. Des charges très lourdes sont portées contre lui, il est accusé d'avoir aidé les Allemands à déporter les Juifs, notamment en indiquant les caches de ceux qui cherchaient à échapper aux arrestations, de multiples sévices, dont des viols. Le 4 juillet, il est condamné à mort,. Transféré dans une prison de Corfou, il est exécuté le 4 mars 1948. Un juif rescapé d'Auschwitz fait partie du peloton d'exécution.